# 九支大桥
九支大桥也称为赤水河二桥是中国跨过赤水河的一座矮塔斜拉桥，连接了北岸的四川省泸州市合江县九支镇夹子口和南岸的贵州省遵义市赤水市红军大道，全长1407米，主跨225米，主桥宽24米，双向四车道，2018年12月13日开工。